# Anton Jacob Paulssen
Anton Jacob Paulssen (* 1792 in Jena; † 26. Januar 1835 in Siegburg) war ein deutscher Klassischer Philologe und Gymnasiallehrer.

## Leben
Paulssen besuchte das Lyzeum von Eisenberg, anschließend unter Franz Passow und Johannes Schulze das Gymnasium von Weimar. 1810 wurde er an der Universität Jena immatrikuliert. Er studierte zunächst Theologie. 1812 wechselte er zum Studium der Philologie und Philosophie. 1814 wurde er zum Kriegsdienst in den Befreiungskriegen herangezogen, jedoch aufgrund des Friedensschlusses nicht mehr im Feld eingesetzt. Noch 1814 wurde er an der Universität Jena mit einer Dissertation zu Catull promoviert. 1816 habilitierte er sich in Jena und lehrte als Privatdozent Archäologie, Mythologie und Symbolik. 1816 war er außerdem zu einem Forschungsaufenthalt in Heidelberg, wo er Handschriften studierte, insbesondere die der Anthologia Palatina.
Paulssen folgte 1817 einem Ruf als Inspektor an die Ritterakademie in Liegnitz, 1819 als Oberlehrer nach Ratibor. 1824 wurde er schließlich zum Gymnasialdirektor des Königlichen Gymnasiums von Essen ernannt. Ab 1828  litt er an einer psychischen Erkrankung, die dazu führte, dass er zu Ostern 1829 in die Irrenheilanstalt Siegburg eingeliefert wurde. 1831 erfolgte seine Versetzung in den Ruhestand.

## Schriften (Auswahl)
- Coniectanea sive operae subcisivae in C. Valerium Catullum, Veronensem Poëtam. Jena 1814.
- Apographi Gothani quemadmodum id expressum habemus editionis huius tam textu quam comm. usque ad sectionem decimam quartam cum ipso codice Palatino diligenter nunc iterum collati accurata correctio. In: Friedrich Jacobs (ed.): Anthologia Graeca: ad fidem codicis oliim Palatini nunc Parisini ex apographo Gothano edita. Band 3, Dycke, Leipzig 1817, Anhang (Digitalisat).
- Miscellanea biographice paedagogica. Essen 1825 (darin S. 3–10 Selbstbiographie).